# Karp Swiridow
Karp Wasiljewicz Swiridow (ros. Карп Васильевич Свиридов, ur. 12 maja?/24 maja 1896 we wsi Cziganak obecnie w rejonie rtiszczewskim w obwodzie saratowskim, zm. 4 lutego 1967 w Kijowie) – radziecki generał porucznik wojsk pancernych, Bohater Związku Radzieckiego (1945).

## Życiorys
W sierpniu 1915 został powołany do rosyjskiej armii, walczył w I wojnie światowej na Froncie Południowo-Zachodnim jako młodszy podoficer, podczas rewolucji październikowej został wybrany dowódcą kompanii. W składzie Czerwonej Gwardii brał udział w walkach z Niemcami pod Pskowem, w sierpniu 1918 wstąpił do Armii Czerwonej i walczył na Froncie Południowo-Zachodnim. W listopadzie 1918 został wzięty do niewoli przez żołnierzy białej armii Denikina, skąd w lutym 1919 zbiegł. W marcu 1919 został dowódcą drużyny 8 pułku piechoty 2 Brygady Czerwonych Dowódców w Samarze, w lutym 1920 pomocnikiem dowódcy plutonu uralskiego samodzielnego batalionu piechoty na Froncie Wschodnim, a w marcu 1920 czerwonoarmistą plutonu rejonowego trybunału wojennego w Uralsku. Następnie do 1923 uczył się w 1 Zjednoczonej Szkole Wojskowej im. WCIK w Moskwie. Kilkakrotnie ochraniał gabinet i kwaterę Lenina na Kremlu. Od listopada 1923 służył w 94 pułku piechoty 32 Dywizji Piechoty Nadwołżańskiego Okręgu Wojskowego w Saratowie jako pomocnik dowódcy i dowódca plutonu, pomocnik dowódcy i dowódca kompanii oraz naczelnik szkoły pułkowej. Był również deputowanym Miejskiej Rady Deputowanych Robotniczych, Chłopskich i Żołnierskich w Saratowie.
W marcu 1931 został szefem sztabu 101 pułku piechoty 34 Dywizji Piechoty, w lutym 1932 szefem sekcji operacyjnej sztabu 82 Dywizji Piechoty, a w maju 1933 dowódcą 182 pułku piechoty 61 Dywizji Piechoty kolejno w Syzraniu, Permie, Kujbyszewie i Uljanowsku. Od grudnia 1937 pracował na kierowniczych stanowiskach w sztabie Nadwołżańskiego Okręgu Wojskowego, w styczniu 1939 został pomocnikiem dowódcy 86 Dywizji Piechoty w tym okręgu, w maju 1941 ukończył kursy doskonalenia wyższej kadry dowódczej przy Akademii Wojskowej im. Michaiła Frunzego. Od lipca 1941 uczestniczył w wojnie z Niemcami jako dowódca 18 Dywizji Piechoty na Froncie Zachodnim, podczas walk w rejonie Smoleńska dywizja ta popadła w okrążenie, po wyjściu z którego w sierpniu została rozformowana. We wrześniu 1941 objął dowództwo 363 Dywizji Piechoty w Uralskim Okręgu Wojskowym, która od października walczyła w składzie 30 Armii Frontu Kalinińskiego i Zachodniego, w 1942 brał udział w operacji klińsko-sołniecznogorskiej i rżewsko-wiaziemskiej. W październiku 1942 objął dowództwo 2 Gwardyjskiego Korpusu Zmechanizowanego (sformowanego w Nadwołżańskim Okręgu Wojskowym), którym dowodził do końca wojny, walcząc na Froncie Stalingradzkim, Południowym, 4, 3 i 2 Ukraińskim. Brał udział w bitwie pod Stalingradem, operacji rostowskiej, donbaskiej, melitopolskiej, bieriezniegowato-mnigiriowskiej i odeskiej. 1 października 1942 otrzymał stopień generała majora wojsk pancernych, a 7 czerwca 1943 generała porucznika wojsk pancernych. Od 1 listopada 1944 brał udział w operacji budapesztańskiej, gromiąc siły wroga między Cisą a Dunajem oraz w rejonie Ostrzyhomia oraz uczestnicząc w zdobywaniu Budapesztu 13 lutego 1945. Następnie wziął udział w operacji wiedeńskiej, w tym w zdobyciu Wiednia 13 kwietnia 1945, potem w operacji bratysławsko-brneńskiej (w Czechosłowacji).
Wziął udział w moskiewskiej Paradzie Zwycięstwa na placu Czerwonym 24 czerwca 1945. Po wojnie kontynuował służbę w armii, od listopada 1945 do maja 1946 dowodził 2 Gwardyjską Dywizją Zmechanizowaną w Południowej Grupie Wojsk, w 1947 ukończył wyższe kursy akademickie przy Wyższej Akademii Wojskowej im. Woroszyłowa. W marcu 1947 został pomocnikiem dowódcy 2 Gwardyjskiej Armii Zmechanizowanej w Grupie Wojsk Radzieckich w Niemczech, od kwietnia do lipca 1949 był zastępcą dowódcy 5 Gwardyjskiej Armii Zmechanizowanej Białoruskiego Okręgu Wojskowego, od lipca 1949 do stycznia 1951 dowodził 13 Korpusem Piechoty Zakaukaskiego Okręgu Wojskowego, a od stycznia 1951 do października 1952 1 Gwardyjskim Korpusem Piechoty. Od stycznia 1953 do listopada 1953 był pomocnikiem dowódcy 6 Gwardyjskiej Armii Zmechanizowanej, a od listopada 1954 do grudnia 1956 szefem wydziału przysposobienia bojowego tej armii, następnie został zwolniony ze służby ze względu na stan zdrowia. Mieszkał w Kijowie, gdzie zmarł i został pochowany na Cmentarzu Bajkowa.

## Odznaczenia
- Złota Gwiazda Bohatera Związku Radzieckiego (28 kwietnia 1945)
- Order Lenina (dwukrotnie, 1944 i 28 kwietnia 1945)
- Order Czerwonego Sztandaru (trzykrotnie, 1942, 1945 i 1949)
- Order Kutuzowa I klasy (1944)
- Order Suworowa II klasy (1943)
- Medal „Za obronę Moskwy”
- Medal „Za obronę Stalingradu”
- Medal „Za zdobycie Budapesztu”
- Medal „Za zdobycie Wiednia”
- Medal „Za wyzwolenie Pragi”
- Order Czerwonej Gwiazdy (Węgierska Republika Ludowa)

I inne.